# Bierzo Alto
Bierzo Alto, también Alto Bierzo, es una de las seis zonas geográficas o demarcaciones en que se divide la comarca del Bierzo,  de acuerdo con el apartado 3 del artículo Once de la LEY 17/2010, de 20 de diciembre, de modificación de la  Ley 1/1991, de 14 de marzo, por la que se crea y regula la Comarca de El Bierzo, en la que se integran los municipios de Bembibre, Castropodame, Congosto, Folgoso de la Ribera, Igüeña,  Molinaseca, Noceda del Bierzo y Torre del Bierzo.

## Toponimia

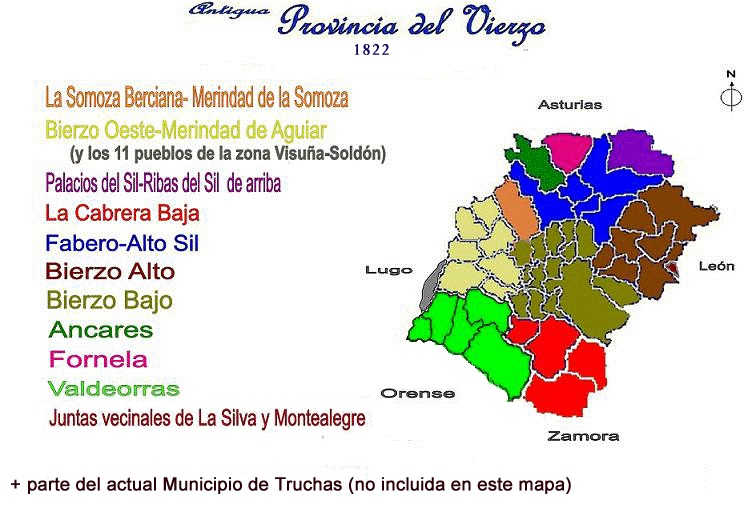
La Provincia del Vierzo con las comarcas tradicionales (coloreadas sobre la base de municipios actuales).

El topónimo Bierzo Alto viene determinado por su distribución en las zonas altas, montañosas, del territorio del Bierzo, enmarcado éste en un cerco montañoso, a una altitud media superior de 800 m s. n. m. y que rodea una «hoya» o depresión central, situándose al nordeste de la misma el Bierzo Alto, extendiéndose hasta  la sierra de Gistredo, dominada por el pico Catoute, con una altitud de 2111 m s. n. m..
Las referencias a este territorio son muy abundantes a lo largo de la historia, teniendo una muestra en la delimitación en la división administrativa provincial aprobada en la Organización territorial de España de 1822, en la que se contempla la comarca del Bierzo, con la consideración de diversas demarcaciones, vinculadas con las comarcas tradicionales, entre las que se encuentra el Bierzo Alto.

## Antecedentes
El nombre de Bierzo Alto se encuentra en diversos escritos, como los de Severo Gómez Núñez, quien lo nombra como tal en su obra «Las vías romanas entre Asturica Augusta y Bergido Flavio», así como otros varios autores, teniendo este nombre una neta vinculación con su configuración geográfica, suponiendo una concepción del territorio en que se asienta, una concepción que se estructura en  tres depresiones determinadas por tres cursos fluviales en sus tramos más iniciales, de nacimiento, de los ríos Sil, Noceda y Boeza, dando lugar a tres espacios conexos, Fabero-Toreno, Noceda, y en posición más meridional y de mayor tamaño, Bembibre y la cuenca del Boeza, tres espacios que se sitúan y ocupan el margen izquierdo del río Sil, además de su cuenca alta.
Estos tres espacios comparten, entre otros aspectos, una actividad minera, fundamentalmente de carbón, actividad con una gran relevancia a lo largo del siglo XX, y que supone el fundamento sobre el que descansa la economía del Alto Bierzo en ese periodo, entre los años 1900 y 1980, una característica que confiere a esta zona una cierta homogeneidad y una fisonomía propias que la individualizan y distinguen del resto del Bierzo.
Así, y según la publicación La Provincia de León y sus Comarcas - El Bierzo Alto, el Bierzo Alto estaría conformado por Berlanga del Bierzo, Fabero, Páramo del Sil, Toreno y Vega de Espinareda, junto a todos sus lugares de población, además de los municipios que la legislación vigente determina que conforman el Bierzo Alto. De ese modo, la conjunción de las Zonas geográficas Ancares-Sil y Bierzo Alto, determinadas según esa normativa, serían las que, tradicionalmente, se han entendido más como Bierzo Alto.

## Delimitación
Aun cuando es nombrado Bierzo Alto de forma extensa, no hay claras referencias sobre su delimitación, siendo una de ellas la que apunta Verardo García Rey quien, en su obra «Vocabulario del Bierzo», afirma que El Bierzo Alto u oriental comprende la montaña; el Bajo, la llanura; la línea del Sil establece, aproximadamente, esta  división.
La delimitación histórica se puede relacionar con otras circunstancias, en el orden eclesiástico relacionadas con el Arciprestazgo del Boeza,  conformado por el conjunto de parroquias, vecinas entre sí, en que se divide la diócesis de Astorga, para organizar su acción pastoral con criterios comunes y facilitar el crecimiento de sus comunidades, una división existente desde los albores de la cristiandad en el Reino de León, arciprestazgo que en el año 2019, y tras sucesivas modificaciones que en su competencia ha sufrido, lo conforman los términos municipales de Bembibre, Castropodame, Congosto, Folgoso de la Ribera, Igüeña y Torre del Bierzo con sus correspondientes pedanías, a las que se añaden los núcleos poblacionales de Onamio y Paradasolana, de Molinaseca,  no formando parte de este arciprestazgo la propia Molinaseca, El Acebo y Riego de Ambrós como núcleos poblacionales, lo que se corresponde, sensiblemente, con la vigente circunscripción o zona geográfica que determina el Bierzo Alto, al que sí se añaden esos núcleos poblacionales de Molinaseca.
En el orden sociopolítico se relaciona con la Tenencia del Boeza y el Señorío de Bembibe.[cita requerida]

## Población
La población del Bierzo Alto se concentra en 61 Unidades de Población, alguna despoblada, que, a su vez, se agrupan en siete municipios, una población sujeta a un proceso de evolución demográfica decreciente, producto de los procesos de desmantelamiento de las industrias mineras y afines que ha afectado y afecta gravemente a la ocupación y, consecuentemente, al poblamiento del territorio.
Así, y según se observa en el gráfico que sigue, entre el año 1996 y 2019 se ha producido una pérdida total de 5828 personas censadas en ese periodo, una pérdida que, en un territorio amplio, supone un notable decrecimiento de la densidad poblacional, produciéndose un descenso de 8.25 puntos, al pasar de 33.39 habitantes/km² a 25.14 habitantes/km² en el mismo periodo de tiempo.
| Gráfica de evolución demográfica de El Bierzo Alto entre 1996 y 2019 |
| |
| Cifras oficiales de población resultantes de la revisión del Padrón municipal a 1 de enero del INE. * No existen cifras a 1 de enero de 1997 porque no se realizó revisión del padrón para ese año * Las cifras de 1996 están referidas a 1 de mayo y las demás a 1 de enero. |